# イオン石狩緑苑台ショッピングセンター
イオン石狩緑苑台ショッピングセンター（イオンいしかりりょくえんだいショッピングセンター）は、北海道石狩市緑苑台中央に所在するイオン北海道運営の大型商業施設（スーパーセンター）である。中核店舗は「イオンスーパーセンター石狩緑苑台店」。

## 沿革
- 2005年（平成17年）：「イオン石狩緑苑台ショッピングセンター」として開店。
- 2007年（平成19年）：イオンの会社分割により、イオンの北海道総合小売事業をポスフールが承継し[6]、イオン北海道と社名変更[7]。
- 2015年（平成27年）：開店10周年を迎える。

## フロアとテナント

### フロア概要
核店舗のイオンスーパーサンタ―石狩緑苑台店と約36の専門店で構成される。
| 階  | フロア概要         |
| --- | ------------------ |
| 1階 | 直営売場・専門店街 |

### 直営売場
- 食料・衣料・医薬品
- ホームファッション・家電・日用品
- パンドラ（手芸・ミシン）
- サイクル・園芸用品

### 主なテナント
レストラン・フード
- ガスト（レストラン）
- ミスタードーナツ（ドーナツ）

ファッション・グッズ
- ハニーズ（レディス）
- ASBee fam（靴）
- ダイソー（100円ショップ）
- ゲオ（レンタル・本）

サービス・エンターテイメント
- ビューゾーン（美容室）
- モーリーファンタジー（ゲームセンター）

※テナント情報は2022年5月時点
出店テナント全店の一覧詳細情報は公式サイト「専門店・フロアマップ」を、営業時間の詳細は公式サイトを参照。

## アクセス
バス
- 北海道中央バス【麻08】「イオン緑苑台SC」バス停下車

自動車
- 札樽自動車道 - 札幌北ICより約15分

鉄道
- JR札沼線 - 篠路駅から徒歩で約40分、拓北駅から徒歩で約55分